# Meishan
Meishan (en chino, 眉山; pinyin, Méishān; en sichuanés, Mi2shan1) es una ciudad-prefectura en la provincia de Sichuan, República Popular China. A una distancia aproximada de 70 kilómetros de la capital provincial. La ciudad se encuentra al suroeste de la Cuenca de Sichuan. Limita al norte con Chengdu, al sur con Leshan, al este con Ya'an y al este con  Ziyang. Su área es de 7134 km² y su población total para 2010 superó los 2,95 millones de habitantes. 

## Administración
La ciudad-prefectura de Meishan se divide en 6 localidades que se administran en 2 distritos urbanos y 4 condados rurales.
- Distrito Dongpo 东坡区
- Distrito Pengshan 彭山区
- Condado Renshou 仁寿县
- Condado Hongya 洪雅县
- Condado Danleng 丹棱县
- Condado Qingshen 青神县

## Toponimia
El nombre de la ciudad traduce literalmente a Monte Mei, este nombre deriva del monte Emei (峨眉山) , famosa montaña budista en China, doble patrimonio cultural y natural mundial.
Mei (眉) traduce al español como "ceja" y viene de un antiguo fragmento; son como cejas, delgadas, largas, hermosas y coloridas.

## Clima
La ciudad de Meishan se encuentra en el curso medio del río Minjiang. La parte principal de su jurisdicción se encuentra en la llanura de Chengdu. Los distritos de Dongpo y Pengshan, más el condado de Qingshen se encuentran principalmente en la llanura de Chengdu, mientras que el resto se encuentra en terreno montañoso.
| Parámetros climáticos promedio de Meishan (1981−2010) | Parámetros climáticos promedio de Meishan (1981−2010) | Parámetros climáticos promedio de Meishan (1981−2010) | Parámetros climáticos promedio de Meishan (1981−2010) | Parámetros climáticos promedio de Meishan (1981−2010) | Parámetros climáticos promedio de Meishan (1981−2010) | Parámetros climáticos promedio de Meishan (1981−2010) | Parámetros climáticos promedio de Meishan (1981−2010) | Parámetros climáticos promedio de Meishan (1981−2010) | Parámetros climáticos promedio de Meishan (1981−2010) | Parámetros climáticos promedio de Meishan (1981−2010) | Parámetros climáticos promedio de Meishan (1981−2010) | Parámetros climáticos promedio de Meishan (1981−2010) | Parámetros climáticos promedio de Meishan (1981−2010) |
| Mes                                                   | Ene.                                                  | Feb.                                                  | Mar.                                                  | Abr.                                                  | May.                                                  | Jun.                                                  | Jul.                                                  | Ago.                                                  | Sep.                                                  | Oct.                                                  | Nov.                                                  | Dic.                                                  | Anual                                                 |
| ----------------------------------------------------- | ----------------------------------------------------- | ----------------------------------------------------- | ----------------------------------------------------- | ----------------------------------------------------- | ----------------------------------------------------- | ----------------------------------------------------- | ----------------------------------------------------- | ----------------------------------------------------- | ----------------------------------------------------- | ----------------------------------------------------- | ----------------------------------------------------- | ----------------------------------------------------- | ----------------------------------------------------- |
| Temp. máx. abs. (°C)                                  | 19.2                                                  | 24.1                                                  | 32.1                                                  | 34.3                                                  | 36.1                                                  | 36.5                                                  | 37.7                                                  | 38.1                                                  | 36.6                                                  | 30.7                                                  | 26.1                                                  | 18.7                                                  | '                                                     |
| Temp. máx. media (°C)                                 | 10.1                                                  | 12.5                                                  | 17.3                                                  | 22.9                                                  | 27.2                                                  | 28.7                                                  | 30.7                                                  | 30.3                                                  | 26.4                                                  | 21.4                                                  | 16.8                                                  | 11.2                                                  | 21.3                                                  |
| Temp. media (°C)                                      | 6.6                                                   | 8.8                                                   | 12.8                                                  | 17.8                                                  | 22.3                                                  | 24.4                                                  | 26.2                                                  | 25.6                                                  | 22.5                                                  | 18.1                                                  | 13.4                                                  | 8.1                                                   | 17.2                                                  |
| Temp. mín. media (°C)                                 | 4.1                                                   | 6.2                                                   | 9.5                                                   | 14.0                                                  | 18.5                                                  | 21.2                                                  | 22.9                                                  | 22.4                                                  | 19.8                                                  | 15.8                                                  | 10.9                                                  | 5.7                                                   | 14.3                                                  |
| Temp. mín. abs. (°C)                                  | -3.3                                                  | -1.7                                                  | -0.5                                                  | 5.5                                                   | 8.5                                                   | 14.8                                                  | 16.7                                                  | 17.0                                                  | 13.7                                                  | 5.3                                                   | 0.9                                                   | -3.2                                                  | '                                                     |
| Precipitación total (mm)                              | 11.8                                                  | 16.3                                                  | 30.2                                                  | 57.6                                                  | 87.9                                                  | 144.0                                                 | 231.1                                                 | 255.3                                                 | 130.4                                                 | 46.0                                                  | 20.0                                                  | 9.0                                                   | 1039.6                                                |
| Humedad relativa (%)                                  | 84                                                    | 82                                                    | 78                                                    | 77                                                    | 74                                                    | 80                                                    | 83                                                    | 84                                                    | 83                                                    | 84                                                    | 83                                                    | 84                                                    | 81.3                                                  |
| Fuente: China Meteorological Data Service Center      |                                                       |                                                       |                                                       |                                                       |                                                       |                                                       |                                                       |                                                       |                                                       |                                                       |                                                       |                                                       |                                                       |